# Torsbergsgymnasiet
Torsbergsgymnasiet är med sina cirka 1100 elever Hälsinglands näst största gymnasieskola, belägen i Bollnäs. På skolan arbetar omkring 170 personer, varav 125 lärare. . 

## Historik
Skolan bildades 1968 genom en ombildning av Bollnäs högre allmänna läroverk, inledningmässigt med namnet Torsbergsskolan. Torsbergsgymnasiet nuvarande skolbyggnad tillkom 1967 med Birger och Sten Jonson som arkitekter.

## Verksamhet
På Torsbergsgymnasiet finns 13 nationella program, ett internationellt program (International Baccalaureate), lärlingsprogrammet, samt det individuella programmet. Alla program kan kombineras med det lokala idrottsgymnasiet. 
Programmen är lokaliserade i gymnasiets huvudenhet på Läroverksgatan i stadsdelen Gärdet.   

### Lokalt idrottsgymnasium
Idrottsgymnasiet, som startade höstterminen 2001, är ett samarbetsprojekt mellan Torsbergsgymnasiet, lokala idrottsföreningar och Riksidrottsgymnasiet för handikappidrott. Syftet är att ge ungdomar, som har ett starkt idrottsintresse, möjlighet att kvalitativt utveckla sin idrott på hemorten, samtidigt som man ges en god möjlighet att fullfölja sina gymnasiestudier på ett bra sätt. Det har följande idrottsgrenar:
- bandy
- fotboll
- friidrott
- handboll
- innebandy
- ishockey